# Threesome
Threesome (bra Três Formas de Amar; prt Três à Mistura) é um filme americano lançado em 1994, dirigido por Andrew Fleming e com atuações de Lara Flynn Boyle, Stephen Baldwin e Josh Charles.

## Sinopse
Devido a um erro de computador, uma jovem é encaminhada ao alojamento masculino da universidade, onde irá dividir o quarto com dois rapazes e juntos formarão um inesperado triângulo amoroso, assim começa a história de Eddy, Alex e Stuart. História romântica e sensual envolvendo três estudantes que se tornam mais do que simples colegas de quarto e bons amigos. A aspirante a atriz Alex (Lara Flynn Boyle) traz uma mudança na vida sexual de Stuart (Stephen Baldwin) e Eddy (Josh Charles). Rapidamente Stuart tenta seduzi-la, mas descobre que ela está realmente interessada em seu amigo, Eddy. Mas Eddy tem desejos que até ele mesmo desconhece, o que vira uma verdadeira confusão, e vivem uma história de amor bissexual onde três não são demais.

## Elenco
- Alex - Lara Flynn Boyle
- Stuart - Stephen Baldwin
- Eddy - Josh Charles
- Dick - Alexis Arquette
- Renay - Martha Gehman
- Larry - Mark Arnold
- Kristen - Michele Matheson

## Trilha sonora
- 01. Tears For Fears - "New Star"
- 02. General Public - "I'll Take You There"
- 03. U2 - "Dancing Barefoot"
- 04. Teenage Fanclub - "Like A Virgin"
- 05. Apache Indian - "Boom Schak-A-Lak"
- 06. Bryan Ferry - "Is Your Love Strong Enough?"
- 07. New Order - "Bizarre Love Triangle"
- 08. Duran Duran- "Make Me Smile (Come Up And See Me)"
- 09. Jellyfish - "He's My Best Friend"
- 10. Brad - "Buttercup"
- 11. Human Sexual Response - "What Does Sex Mean To Me?"
- 12. The The - "That Was The Day"